# Oedopeza flavosparsa
Oedopeza flavosparsa är en skalbaggsart som beskrevs av Monné 1990. Oedopeza flavosparsa ingår i släktet Oedopeza och familjen långhorningar. Inga underarter finns listade i Catalogue of Life.